# Обмачів
О́бмачів — село в Україні, у Батуринській територіальній громаді Ніжинського району Чернігівської області. До 2020 центр Обмачівської сільської ради. Населення — 1021 особа (2013 рік), понад 900 осіб (2022 рік).

## Географія
Село Обмачів розташоване на березі Сейму за 5 км на північ від центру громади — міста Батурин. Село розташоване в зоні помірного помірно-континентального клімату. Середня висота населеного пункту над рівнем моря — 121 м. Національний склад — українці, конфесійний склад — формально християни.
Біля села знаходиться гідрологічний заказник місцевого значення Обмачівське.

## Назва
Походження назви села пов'язують з назвою річки Обмачівка, яка була притокою Сейму.

## Історія

### Давні часи
У цій місцевості знайдено городище ранньої залізної доби, виявлене в урочищі «Селище» у п'яти кілометрах від Обмачева. Тут знайдені знайдені матеріали бронзової доби (II тисячоліття до нашої ери), Волинцівської археологічної культури (VII-IX століття) і культури X-XIII століття.

### XVII—ХVІІІ століття
Село засноване до 1625 на території Новгород-Сіверського повіту Чернігівського воєводства Речі Посполитої. За версією православних монахів, село затверджено за Крупицьким монастирем грамотою коронного канцлера Речі Посполитої Єжи Оссолінського. Проте сучасні вчені вважають цей документ фальсифікатом, посилаючись на правовласницькі та податкові документи О. Пісочинського, який ще 1638 року сплатив за село Обмачів подимний податок у королівську скарбницю.
В 1658 р. гетьман Іван Виговський своїм універсалом підтвердив  право власності монастиря на цей населений пункт. У 1659 р. це ж зробив гетьман Юрій Хмельницький, а після нього — усі гетьмани «до Самойловича включно».
У 1649–1782 роках село входило до складу Батуринської сотні Ніжинського полку.
У 1654 р. в с. Обмачеві вже була дерев'яна церква Різдва Богородиці і мешкало 86 дворів козаків і 94 двори "міщан".
За матеріалами Слідства про маєтності Ніжинського полку (1729-1730), гетьман Дем'ян Ігнатович передав село Обмачів на той час генеральному судді Івану Самойловичу. Той влаштував собі там хутір (Обмачівський «дворець»), який згодом, ставши гетьманом, перетворив на центр свого приміського володіння. Частину посполитихсела Обмачів Самойлович пожалував Крупицькому чоловічому монастирю.
У Обмачеві мав володіння батуринський сотник Дмитро Нестеренко.
Через близькість до гетьманської резиденції козаки Обмачева належали до окремих соціальних груп служивого козацтва — "палубників" (відповідали за функціонування гетьманського обозу) та "вовкогонів" (професійні мисливці).
Саме до Обмачева фатального 2 листопада (за ст. ст.) 1708 р. прибився, вирвавшись із палаючого Батурина, Дмитро Чечель, сердюцький полковник та наказний гетьман, що керував обороною гетьманської резиденції. З фортеці він, певно, вийшов потайною вилазкою. Знесилений, він ледь дістався до оселі свого родича у Обмачеві. «Однак кум його, — повідомляє Лизогубівський літопис, — в селі Обмочівці, коли він утікав і забігав верхом обогрітись, бо ж ввесь обмок, да заснув на печі, то кум пішов, ознаймив войту та іншим і так взяли його і піймали і віддали великороссіянам». За кілька днів по тому Дмитра Чечеля було доправлено до Глухова і там колесовано.
У 1726 р. в Обмачеві знаходилося 37 дворів козаків служивих, 11 дворів — «тяглових пахатних мужиків», 6 дворів — «непахатних», 16 дворів — «непахатних люзнів» (ремісників), 12 неплатних господарств (не платили податків), 48 дворів «палубщиків» (обслуга гетьманського обозу), 21 двір «вовкогонів» (професійних мисливців), 43 дворів підданих Крупицького монастиря, 21 двір колишніх підданих Івана Мазепи, що пізніше були передані гетьманом І. Скоропадським тому ж монастирю.
За даними Генерального опису у кінці 1760-х років у селі Обмачів  була дерев'яна церква в ім'я Різдва Пресвятої Богородиці; 71 козацьких дворів. Дрібними власниками були місцевий священник Іван Фіалковський та значковий товариш Іван Зражевський.
Описувачі Новгород-Сіверського намісництва (1779-1781) зафіксували в Обмачеві 89 козацьких дворів, 72 двори підданих Розумовського та 41 двір підданих Крупицького монастиря. Мешканці села займалися землеробством і скотарством, було 10 винокурень, 2 водяні млини.

### ХІХ століття
На 1866 рік в Обмачеві було 388 дворів та 2267 осіб жителів. 
У 1897 році в селі налічувалося 431 двір з населенням 3289 осіб.

### XX століття
На початку XX століття в селі були винокурний завод, земська школа та бібліотека. Тоді ж перебудовано дерев'яну церкву Різдва Богородиці, вона стала мурованою.
З 1917 — у складі УНР. Під час другої українсько-російської війни 1918—1921 окуповано більшовицькими військами.
Село особливо постраждало внаслідок геноциду українського народу 1932-1933 років, проведеного урядом СРСР. Жертвами голодомору в селі стали 152 особи.
З вересня 1941 по вересень 1943 року у селі німецька військова адміністрація. Під час боїв за Обмачів у вересні 1943 року сталінські війська завербували неповнолітнього хлопчика для шпіонажу у тилу німецької армії. У результаті Миколу Гераська підстрелили німецькі патрулі під час переправи частин радянської армії через Сейм. На честь солдат-визволителів у 1957 році споруджено надгробок на братській могилі.
05 лютого 1965 року Указом Президії Верховної Ради Української РСР Обмачівську раду Борзнянського району передано до складу Бахмацького району Чернігівської області.

### XXI століття
12 червня 2020 року, відповідно до розпорядження Кабінету Міністрів України № 730-р «Про визначення адміністративних центрів та затвердження територій територіальних громад Чернігівської області», увійшло до складу Батуринської міської громади.
19 липня 2020 року, в результаті адміністративно-територіальної реформи та ліквідації Бахмацького району, село увійшло до складу Ніжинського району Чернігівської області.
Нині в селі функціонують сільськогосподарське товариство «Зірка», відділення зв'язку, загальноосвітня школа І-II ступенів, Фельдшерсько-акушерський пункт, будинок культури, бібліотека.
Частково відновлено Свято-Успенський храм, понівечений під час першої комуністичної окупації 1921—1941 років.

## Загиблі уросійсько-українській війніз 2014
- 4 квітня 2023, в с. Печенюги Чернігівської області Водала-Топішко Валентина Василівна (нар. 21 серпня 1990 у Обмачеві; похована у Обмачеві) — солдат, оператор радіоперехоплення окремого вузла зв’язку військової частини А3958 58-ї окремої мотопіхотної бригади імені гетьмана Івана Виговського, лицарка ордена «За мужність» ІІІ ступеня (посмертно).[12][13]
- 18 квітня 2023, поблизу м. Часів Яр Донецької області Летик Максим (нар. 14 грудня 1989 у с. Карабутове Сумської області; похований у Обмачеві, де мешкає родина) — солдат, кулеметник 5-го взводу 2-ї роти 80-ї окремої десантно-штурмової бригади, лицар ордена «За мужність» ІІІ ступеня (посмертно).[14]
- 19 грудня 2024, поблизу с. Мала Локня Курської області Василь Вікторович Риженков (нар. 10 січня 1997 у м. Ворожба Сумської області; похований у Обмачеві, де мешкає родина) — командир гарматного розрахунку, сержант 1 аеромобільного батальйону 77 окремої аеромобільної Наддніпрянської бригади.